# Jewgienij Brago
Jewgienij Nikołajewicz Brago (ros. Евгений Николаевич Браго; ur. 1 marca 1929 w Moskwie, zm. 13 maja 2024) – rosyjski wioślarz reprezentujący ZSRR, srebrny medalista olimpijski.
Wystąpił na igrzyskach olimpijskich w Helsinkach w 1952 roku, gdzie osada ZSRR w składzie: Jewgienij Brago, Władimir Rodimuszkin, Aleksiej Komarow, Igor Borisow, Sława Amiragow, Leonid Gissien, Jewgienij Samsonow, Władimir Kriukow i Igor Polakow (sternik) zdobyła srebrny medal w ósemkach. W finale o 5,3 sekundy przegrali z osadą USA, a o 1,9 sekundy wyprzedzili Australijczyków. Był to jego jedyny start olimpijski.
W ósemkach zdobywał również złote medale na mistrzostwach Europy w Kopenhadze (1953), mistrzostwach Europy w Amsterdamie (1954) i mistrzostwach Europy w Gandawie (1955).
Zdobywał mistrzostwo kraju w czwórkach ze sternikiem w 1951 oraz w ósemkach w latach 1952-1954 i 1956. Absolwent Moskiewskiego Instytutu Energetycznego (1953). Doktorat nauk technicznych uzyskał w 1979, w latach 1987-1999 profesor i kierownik katedry na Rosyjskim Państwowym Uniwersytecie Nafty i Gazu im. I.M. Gubkina. W 1996 otrzymał tytuł Zasłużonego Działacza Nauki Federacji Rosyjskiej.